# Badminton-Juniorenweltmeisterschaft 2018/Mannschaft
Die Badminton-Juniorenweltmeisterschaft 2018 fand vom 5. bis zum 18. November 2018 in Markham in Kanada statt. Folgend die Ergebnisse der Mannschaften.

## Gruppenphase

### Gruppe A

#### Gruppe A1
| Pos. | Team                    | Pld | W | L | MW | ML | GW | GL | PW  | PL  | Pts | Qualifikation |
| ---- | ----------------------- | --- | - | - | -- | -- | -- | -- | --- | --- | --- | ------------- |
| 1    | Volksrepublik China [1] | 2   | 2 | 0 | 10 | 0  | 20 | 0  | 420 | 190 | 2   | Play-off A1   |
| 2    | Deutschland             | 2   | 1 | 1 | 5  | 5  | 10 | 11 | 320 | 370 | 1   | Play-off A2   |
| 3    | Australien              | 2   | 0 | 2 | 0  | 10 | 1  | 20 | 258 | 438 | 0   | Play-off A3   |

#### Gruppe A2
| Pos | Team               | Pld | W | L | MW | ML | GW | GL | PW  | PL  | Pts | Qualifikation |
| --- | ------------------ | --- | - | - | -- | -- | -- | -- | --- | --- | --- | ------------- |
| 1   | Hongkong           | 2   | 2 | 0 | 10 | 0  | 20 | 0  | 447 | 313 | 2   | Play-off A1   |
| 2   | Niederlande [9/16] | 2   | 1 | 1 | 3  | 7  | 8  | 15 | 385 | 439 | 1   | Play-off A2   |
| 3   | Neuseeland         | 2   | 0 | 2 | 2  | 8  | 6  | 17 | 356 | 436 | 0   | Play-off A3   |

#### Gruppe A Play-offs
|  | Play-off A1 |                     |   |
|  |             |                     |   |
|  |             |                     |   |
|  | 1           | Volksrepublik China | 3 |
|  | 17/41       | Hongkong            | 0 |

|  | Play-off A2 |             |   |
|  |             |             |   |
|  |             |             |   |
|  | 17/41       | Deutschland | 3 |
|  | 9/16        | Niederlande | 1 |

|  | Play-off A3 |            |   |
|  |             |            |   |
|  |             |            |   |
|  | 17/41       | Australien | 1 |
|  | 17/41       | Neuseeland | 3 |

### Gruppe B
| Pos | Team           | Pld | W | L | MW | ML | GW | GL | PW  | PL  | Pts | Qualifikation |
| --- | -------------- | --- | - | - | -- | -- | -- | -- | --- | --- | --- | ------------- |
| 1   | Malaysia [5/8] | 4   | 4 | 0 | 19 | 1  | 39 | 6  | 935 | 558 | 4   | 1.–8.         |
| 2   | Schweden       | 4   | 3 | 1 | 12 | 8  | 28 | 17 | 833 | 733 | 3   | 9.–16.        |
| 3   | Kanada         | 4   | 2 | 2 | 13 | 7  | 28 | 19 | 874 | 803 | 2   | 17.–24.       |
| 4   | Ukraine [9/16] | 4   | 1 | 3 | 5  | 15 | 14 | 33 | 725 | 923 | 1   | 25.–32.       |
| 5   | Polen          | 4   | 0 | 4 | 1  | 19 | 5  | 39 | 553 | 903 | 0   | 33.–39.       |

### Gruppe C
| Pos | Team           | Pld | W | L | MW | ML | GW | GL | PW  | PL  | Pts | Qualifikation |
| --- | -------------- | --- | - | - | -- | -- | -- | -- | --- | --- | --- | ------------- |
| 1   | Japan [9/16]   | 4   | 4 | 0 | 18 | 2  | 38 | 6  | 876 | 465 | 4   | 1.–8.         |
| 2   | Thailand [3/4] | 4   | 3 | 1 | 17 | 3  | 36 | 8  | 877 | 469 | 3   | 9.–16.        |
| 3   | Peru           | 4   | 2 | 2 | 10 | 10 | 20 | 20 | 592 | 645 | 2   | 17.–24.       |
| 4   | Südafrika      | 4   | 1 | 3 | 4  | 16 | 9  | 33 | 529 | 767 | 1   | 25.–32.       |
| 5   | Mongolei       | 4   | 0 | 4 | 1  | 19 | 3  | 39 | 340 | 868 | 0   | 33.–39.       |

### Gruppe D
| Pos | Team                    | Pld | W | L | MW | ML | GW | GL | PW  | PL  | Pts | Qualifikation |
| --- | ----------------------- | --- | - | - | -- | -- | -- | -- | --- | --- | --- | ------------- |
| 1   | Chinesisch Taipeh [5/8] | 4   | 4 | 0 | 18 | 2  | 36 | 7  | 883 | 528 | 4   | 1.–8.         |
| 2   | Frankreich [9/16]       | 4   | 3 | 1 | 15 | 5  | 32 | 11 | 853 | 604 | 3   | 9.–16.        |
| 3   | Brasilien               | 4   | 2 | 2 | 11 | 9  | 24 | 20 | 660 | 341 | 2   | 17.–24.       |
| 4   | Norwegen                | 4   | 1 | 3 | 6  | 14 | 14 | 28 | 611 | 757 | 1   | 25.–32.       |
| 5   | Uganda                  | 4   | 0 | 4 | 0  | 20 | 0  | 40 | 336 | 840 | 0   | 33.–39.       |

### Gruppe E
| Pos | Team            | Pld | W | L | MW | ML | GW | GL | PW  | PL  | Pts | Qualifikation |
| --- | --------------- | --- | - | - | -- | -- | -- | -- | --- | --- | --- | ------------- |
| 1   | Indien [5/8]    | 3   | 3 | 0 | 15 | 0  | 30 | 1  | 644 | 241 | 3   | 1.–8.         |
| 2   | Sri Lanka       | 3   | 2 | 1 | 10 | 5  | 21 | 11 | 555 | 439 | 2   | 9.–16.        |
| 3   | Färöer          | 3   | 1 | 2 | 5  | 10 | 10 | 21 | 418 | 549 | 1   | 17.–24.       |
| 4   | Kenia           | 3   | 0 | 3 | 0  | 15 | 2  | 30 | 277 | 665 | 0   | 25.–32.       |
|     | Algerien [9/16] | 0   | 0 | 0 | 0  | 0  | 0  | 0  | 0   | 0   | 0   | d.n.s.        |

### Gruppe F
| Pos | Team              | Pld | W | L | MW | ML | GW | GL | PW  | PL  | Pts | Qualifikation |
| --- | ----------------- | --- | - | - | -- | -- | -- | -- | --- | --- | --- | ------------- |
| 1   | Südkorea [3/4]    | 4   | 4 | 0 | 20 | 0  | 40 | 0  | 843 | 407 | 4   | 1.–8.         |
| 2   | Schottland [9/16] | 4   | 3 | 1 | 13 | 7  | 28 | 18 | 835 | 771 | 3   | 9.–16.        |
| 3   | Tschechien        | 4   | 2 | 2 | 7  | 13 | 16 | 30 | 767 | 863 | 2   | 17.–24.       |
| 4   | Spanien           | 4   | 1 | 3 | 6  | 14 | 17 | 32 | 783 | 946 | 1   | 25.–32.       |
| 5   | Slowakei          | 4   | 0 | 4 | 4  | 16 | 13 | 34 | 681 | 922 | 0   | 33.–39.       |

### Gruppe G
| Pos | Team                    | Pld | W | L | MW | ML | GW | GL | PW  | PL  | Pts | Qualifikation |
| --- | ----------------------- | --- | - | - | -- | -- | -- | -- | --- | --- | --- | ------------- |
| 1   | Dänemark [5/8]          | 3   | 3 | 0 | 13 | 2  | 27 | 4  | 646 | 374 | 3   | 1.–8.         |
| 2   | Singapur [9/16]         | 3   | 2 | 1 | 11 | 4  | 22 | 8  | 580 | 421 | 2   | 9.–16.        |
| 3   | Vereinigte Staaten      | 3   | 1 | 2 | 6  | 9  | 12 | 19 | 534 | 480 | 1   | 17.–24.       |
| 4   | Guyana                  | 3   | 0 | 3 | 0  | 15 | 0  | 30 | 145 | 630 | 0   | 25.–32.       |
|     | Dominikanische Republik | 0   | 0 | 0 | 0  | 0  | 0  | 0  | 0   | 0   | 0   | zurückgezogen |

### Gruppe H
| Pos | Team           | Pld | W | L | MW | ML | GW | GL | PW  | PL  | Pts | Qualifikation |
| --- | -------------- | --- | - | - | -- | -- | -- | -- | --- | --- | --- | ------------- |
| 1   | Indonesien [2] | 4   | 4 | 0 | 20 | 0  | 40 | 0  | 841 | 415 | 4   | 1.–8.         |
| 2   | England [9/16] | 4   | 3 | 1 | 13 | 7  | 28 | 16 | 822 | 655 | 3   | 9.–16.        |
| 3   | Mexiko         | 4   | 2 | 2 | 7  | 13 | 15 | 28 | 657 | 811 | 2   | 17.–24.       |
| 4   | Österreich     | 4   | 1 | 3 | 9  | 11 | 19 | 24 | 696 | 791 | 1   | 25.–32.       |
| 5   | Macau          | 4   | 0 | 4 | 1  | 19 | 4  | 38 | 513 | 856 | 0   | 33.–39.       |